# ماثيو كروس (لاعب دوري الرغبي)
ماثيو كروس (بالإنجليزية: Matthew Cross)‏ هو لاعب دوري الرغبي أسترالي، ولد في 28 أبريل 1981 في واجا واجا في أستراليا.